# ويليام دبليو. سيلرز
ويليام دبليو. سيلرز (بالإنجليزية: William W. Sellers)‏ هو محامي أمريكي، ولد في 12 يناير 1968.